# Cantoneiro
Um cantoneiro é uma pessoa responsável pela manutenção de uma rede de estradas numa dada região (ou cantão de onde a palavra deriva). A manutenção das vias focava-se na qualidade do piso alcatroado, sinalização relativa ao código da estrada e na limpeza das bermas. De forma incorrecta, faz-se, por vezes, a ligação direta do cantoneiro à função do auxiliar de limpeza sendo esta apenas uma das muitas tarefas incluídas nas responsabilidades do cantoneiro e sempre na perspectiva da manutenção da via de circulação automóvel.
Em Portugal existem um conjunto de Casas de Cantoneiros estrategicamente espalhadas pelas regiões afastadas das capitais de distrito para promover a proximidade entre o cantoneiro e as vias à sua responsabilidade .